# KRI Sultan Iskandar Muda
KRI Sultan Iskandar Muda (367) is een Indonesisch korvet van de Sigmaklasse. Het schip is vernoemd naar de twaalfde sultan van Atjeh Iskandar Muda. Sultan Iskandar Muda wist het gebied van het sultanaat sterk uit te breiden. De bouw van de Sultan Iskandar Muda vond plaats bij de scheepswerf Koninklijke Schelde Groep uit Vlissingen.